# Harold van der Heijden

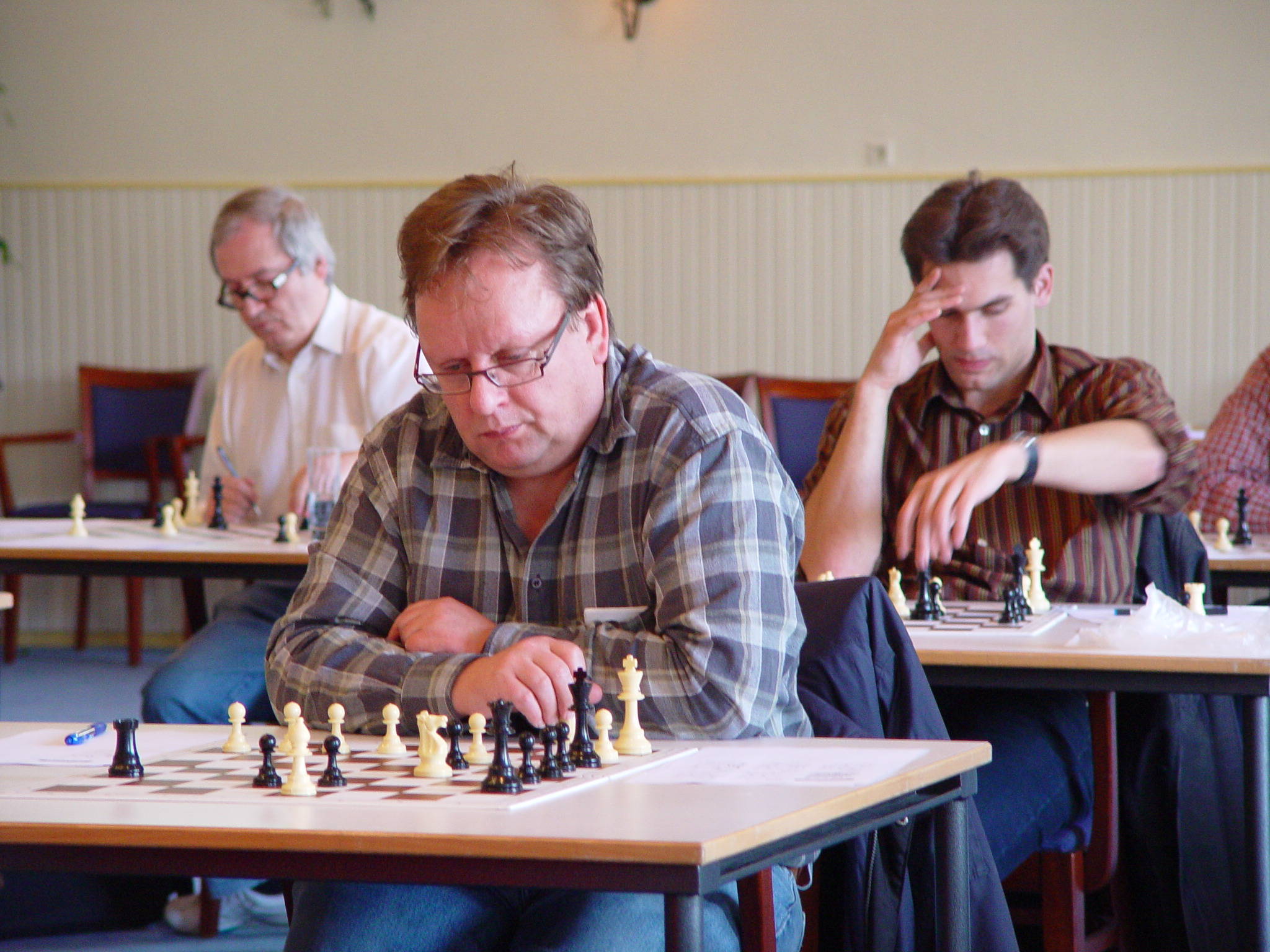
Harold van der Heijden (vorne) im März 2007

Harold van der Heijden (* 18. Dezember 1960 in Veghel) ist ein niederländischer Sammler von Endspielen und Studien, Redakteur, Schachorganisator und Schachkomponist.

## Studiensammlung
Harold van der Heijden hat in den letzten Jahrzehnten in Kooperation mit zahlreichen anderen Studienfreunden eine der größten Sammlungen von Schachstudien aufgebaut. Im Gegensatz zu vorhergehenden Sammlungen in Form von Karteien existiert seine Kollektion von Anfang an als Datenbasis mit Nutzungsmöglichkeiten durch Schachprogramme. Sie wurde durch Herausgabe in den Jahren 1990, 2000 und 2005 einem großen Kreis von Fachleuten und Laien in aller Welt zugänglich und trägt in hohem Maße zur weiteren Popularisierung der Schachstudie bei.
Die 4. Ausgabe der Datenbank (2. Oktober 2010) enthält 76.132 Studien, die Daten liegen im PGN-Format vor.
Neben dem Sammeln ist van der Heijden in der Alexander Rueb Vereiniging voor Schaakeindspelstudies (ARVES) sehr aktiv, war letzter Chefredakteur von EBUR und hat diese Position nun in EG übernommen.

## Schachkomposition
2001 wurde Harold van der Heijden zum Internationalen Schiedsrichter für Schachkomposition ernannt. Als Turnierdirektor für Studien hat er in letzter Zeit bei der Erstellung des FIDE-Albums dank konsequenten Einsatzes elektronischer Hilfsmittel für zügige Bearbeitung gesorgt und wurde wiederholt für diese Aufgabe in der Abteilung Studien berufen.
Nachdem zunächst drei Studien von ihm 1981 erschienen waren, komponiert van der Heijden seit den 1990er Jahren Endspielstudien und kann auf eine Reihe von Erfolgen verweisen. Die folgende Studie ist eine Reminiszenz an eine sehr bekannte Studie von Szaja Kozłowski. In letzterer steht der König auf f3, beide bilden zusammen einen Zwilling. Die Lösung dort lautet 1. Tg7+! Kxh8 2. Th7+ Kg8 3. g7! mit Gewinn (1. Le5? fxg6+!). In der Studie von Harold van der Heijden scheitert dies an 3. … Te8+.
|   | a | b | c | d | e | f | g | h |   |
| 8 |   |   |   |   |   |   |   |   | 8 |
| 7 |   |   |   |   |   |   |   |   | 7 |
| 6 |   |   |   |   |   |   |   |   | 6 |
| 5 |   |   |   |   |   |   |   |   | 5 |
| 4 |   |   |   |   |   |   |   |   | 4 |
| 3 |   |   |   |   |   |   |   |   | 3 |
| 2 |   |   |   |   |   |   |   |   | 2 |
| 1 |   |   |   |   |   |   |   |   | 1 |
|   | a | b | c | d | e | f | g | h |   |

Lösung:

1. Lh8–e5! f7xg6

2. Th7–g7+ Kg8–h8

3. Ke3–e4! g6–g5

4. Ke4–d5 g5–g4

5. Kd5–e6 g4–g3

6. Le5–f6 g3–g2

7. Ke6–f5 g2–g1D

8. Tg7xg1+ Kh8–h7

9. Tg1–h1+ Kh7–g8

10. Kf5–g6 nebst Matt

## Privat
Harold van der Heijden ist verheiratet. Aus der Ehe gingen zwei Söhne hervor. Er wurde 2009 an der Universität Utrecht promoviert und arbeitet als Forschungsanalytiker in der Veterinärmedizin.

## Werke
Studiendatenbank:
- Harold van der Heijden: Disketten (Studiensammlung), 1990 (mehr als 23.000 Studien)
- Harold van der Heijden: CD Endgame Study Database 2000. ChessBase 2000
- Harold van der Heijden: CD hhdbiii. Selbstverlag. 2005
- Harold van der Heijden: HHdbIV. Selbstverlag. 2. Oktober 2010

Bücher:
- Harold van der Heijden: Pawn Promotion to Bishop or Rook in the Endgame Study. New in Chess, Alkmaar ISBN 90-5691-005-1.
- Harrie Grondijs; Harold van der Heijden: Inleiding tot de Eindspelstudie. RUEB, Rijswijk, 2008.